# Thelaira maculata
Thelaira maculata är en tvåvingeart som beskrevs av Robineau-desvoidy 1863. Thelaira maculata ingår i släktet Thelaira och familjen parasitflugor.
Artens utbredningsområde är Frankrike. Inga underarter finns listade i Catalogue of Life.